# Sweet Talker (Whitesnake)
Sweet Talker è una canzone del gruppo musicale britannico Whitesnake, pubblicata come terzo singolo dall'album Ready an' Willing nel 1980. 

## Composizione
Scritta da David Coverdale e Bernie Marsden, la canzone è un classico brano rock veloce, arricchito da un assolo di tastiere di Jon Lord.
Brano popolare degli Whitesnake, ha fatto parte del loro repertorio dal vivo e compare nel loro live Live...In the Heart of the City
.
Il lato B del singolo è Ain't Gonna Cry No More, sempre tratto da Ready an' Willing, che inizia con una lunga parte acustica per svilupparsi successivamente in un brano rock.

## Tracce
1. Sweet Talker – 3:35 (David Coverdale, Bernie Marsden)
2. Ain't Gonna Cry No More – 5:50 (David Coverdale, Micky Moody)

## Formazione
- David Coverdale – voce
- Micky Moody – chitarre
- Bernie Marsden – chitarre
- Neil Murray – basso
- Jon Lord – tastiere
- Ian Paice – batteria